# Armand De Ceuninck

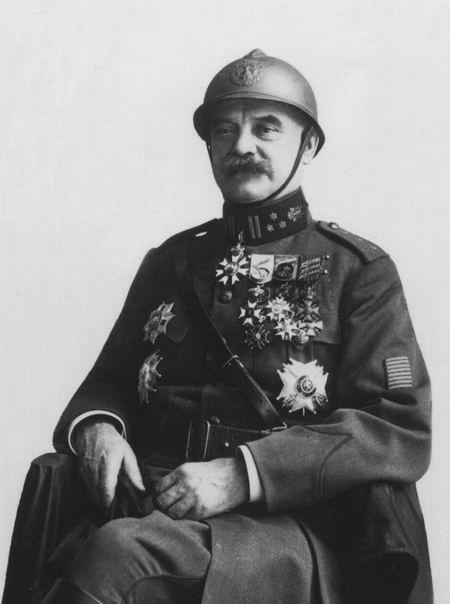
Fotografía de Armand de Ceuninck

Armand Léopold Théodore, Barón de Ceuninck (n. Malinas, 27 de mayo de 1858-Bruselas, 12 de abril de 1935) fue ministro de Defensa de Bélgica durante 1918, en las postrimerías de la Primera Guerra Mundial.

## Biografía
Se unió al ejército en 1871, convirtiéndose en sargento de artillería en 1874. Posteriormente, se integró en la sección de artillería e ingeniería de la Real Academia Militar. Subteniente de artillería en 1880, fue nombrado ayudante de Estado Mayor. En 1893, ascendió a capitán del Estado Mayor General.
Al comenzar la Primera Guerra Mundial, tenía el cargo de coronel y jefe de Estado Mayor del ejército. En esta posición, asumió la responsabilidad de la movilización y preparación para el combate del ejército.
Ascendido a general el 6 de septiembre de 1914, le fue concedido el mando de la 18.ª brigada mixta de granaderos, que asumió el 9 de septiembre, mientras la unidad se hallaba en las proximidades de Amberes.